# Daily Record
Daily Record är en skotsk nyhetstidning grundad 1895. Den utkommer sex dagar per vecka och har systertidningen Sunday Mail.
I mars 2015 hade den en upplaga på 190 985, vilket var en nedgång med 11,1 procent från föregående år. Politiskt stöder Daily Record Labour och är emot skotsk självständighet.